# Панинский район
Па́нинский райо́н — административно-территориальная единица (район) и муниципальное образование (муниципальный район) на севере Воронежской области России.
Административный центр — посёлок городского типа Панино.

## География
Панинский район расположен в северо-восточной части Воронежской области, граничит с Верхнехавским, Эртильским, Каширским, Аннинским, Бобровским и Новоусманским районами области. Площадь района — 1390 км².
Основные реки — Икорец, Матрёночка, Тойда, Битюг.

## История
Панинский район образован в 1928 году. Находится в северо-восточной части Воронежской области. Формирование Панинского района являлось длительным процессом, продолжающимся в наши дни. Современная территория Панинского района вошла в состав Российского государства в XVII веке. В 1614—1699 годах его северо-восточная часть, примыкающая к реке Битюг, находилась в составе Битюцкого ухожья, то есть незаселённой территории, сдававшейся в аренду для рыбной ловли и пушного промысла.
21 ноября 1938 года из Панинского района был выделен Лимановский район. 5 октября 1957 года Лимановский район был присоединён обратно к Панинскому району.
27 июня 2013 года в Панинском районе Воронежской области был установлен памятный знак российскому чернозёму. На передней грани куба из чёрного мрамора и металла выгравировано ставшее крылатым изречение выдающегося русского почвоведа Василия Васильевича Докучаева (1846—1903): «Нет таких цифр, какими можно было бы оценить силу и мощь Царя почв, нашего русского чернозема. Он был, есть и будет кормильцем России».

## Население
| 1989    | 2002    | 2005    | 2007    | 2008    | 2009    | 2010    | 2011    |
| ------- | ------- | ------- | ------- | ------- | ------- | ------- | ------- |
| 36 143  | ↘33 017 | →33 017 | ↘29 289 | ↘28 766 | ↘28 418 | ↗29 231 | ↘29 020 |
| 2012    | 2013    | 2014    | 2015    | 2016    | 2017    | 2018    | 2021    |
| ↘28 213 | ↘27 453 | ↘26 801 | ↘26 531 | ↘26 224 | ↘25 875 | ↘25 488 | ↘24 236 |
| 2025    |         |         |         |         |         |         |         |
| ↘23 432 |         |         |         |         |         |         |         |

### Урбанизация
В городских условиях (рабочие посёлки Панино и Перелёшинский) проживают 36,58 % населения района.

### Национальный состав
По итогам переписи населения 2020 года проживали следующие национальности (национальности менее 0,1 % и другое, см. в сноске к строке «Другие»):
| Национальность   | Численность, чел. | Доля     |
| ---------------- | ----------------- | -------- |
| Русские          | 22 753            | 93,88 %  |
| Турки-месхетинцы | 246               | 1,02 %   |
| Азербайджанцы    | 226               | 0,93 %   |
| Таджики          | 128               | 0,53 %   |
| Цыгане           | 107               | 0,44 %   |
| Украинцы         | 106               | 0,44 %   |
| Турки            | 100               | 0,41 %   |
| Армяне           | 97                | 0,40 %   |
| Чеченцы          | 32                | 0,13 %   |
| Киргизы          | 29                | 0,12 %   |
| Другие           | 412               | 1,70 %   |
| Итого            | 24 236            | 100,00 % |

## Муниципально-территориальное устройство
В Панинский муниципальный район входят 12 муниципальных образований, в том числе 2 городских и 10 сельских поселений:
| №  | Муниципальное образование          | Административный центр        | Количество населённых пунктов | Население | Площадь, км2 |
| -- | ---------------------------------- | ----------------------------- | ----------------------------- | --------- | ------------ |
| 1  | Панинское городское поселение      | рабочий посёлок Панино        | 4                             | ↗6349     | 66,33        |
| 2  | Перелёшинское городское поселение  | рабочий посёлок Перелёшинский | 5                             | ↘3125     | 61,44        |
| 3  | Дмитриевское сельское поселение    | село Дмитриевка               | 7                             | ↘774      | 80,41        |
| 4  | Ивановское сельское поселение      | село Ивановка 1-я             | 4                             | ↘869      | 105,02       |
| 5  | Красненское сельское поселение     | посёлок Перелёшино            | 6                             | ↘4381     | 72,43        |
| 6  | Краснолиманское сельское поселение | село Красный Лиман            | 10                            | ↘1621     | 166,90       |
| 7  | Криушанское сельское поселение     | село Криуша                   | 10                            | →1966     | 63,23        |
| 8  | Михайловское сельское поселение    | посёлок Михайловский          | 5                             | ↘1117     | 87,88        |
| 9  | Октябрьское сельское поселение     | посёлок Октябрьский           | 10                            | ↘2428     | 138,00       |
| 10 | Прогрессовское сельское поселение  | село Михайловка 1-я           | 6                             | ↘1281     | 74,34        |
| 11 | Росташевское сельское поселение    | посёлок Алое Поле             | 9                             | ↘898      | 93,23        |
| 12 | Чернавское сельское поселение      | село Чернавка                 | 5                             | ↘644      | 42,11        |

Законом Воронежской области от 13 апреля 2015 года № 42-ОЗ, преобразованы, путём объединения:
- Красноновское и Чернавское сельские поселения в Чернавское сельское поселение с административным центром в селе Чернавка;
- Борщёвское и Прогрессовское сельские поселения в Прогрессовское сельское поселение с административным центром в селе Михайловка 1-я;
- Сергеевское и Октябрьское сельские поселения в Октябрьское сельское поселение с административным центром в посёлке Октябрьский;
- Мартыновское и Криушанское сельские поселения в Криушанское сельское поселение с административным центром в селе Криуша.

## Населённые пункты
В Панинском районе 81 населённый пункт.
| №  | Населённый пункт                            | Тип             | Население | Муниципальное образование          |
| -- | ------------------------------------------- | --------------- | --------- | ---------------------------------- |
| 1  | 3-го отделения племсовхоза «Победа Октября» | посёлок         | ↘20       | Криушанское сельское поселение     |
| 2  | 5-го отделения совхоза «Михайловский»       | посёлок         | ↘63       | Михайловское сельское поселение    |
| 3  | Агарков                                     | посёлок         | ↗28       | Криушанское сельское поселение     |
| 4  | Александровка                               | село            | ↘513      | Криушанское сельское поселение     |
| 5  | Александровка 2-я                           | село            | ↘7        | Чернавское сельское поселение      |
| 6  | Алексеевка                                  | посёлок         | →19       | Чернавское сельское поселение      |
| 7  | Алексеевка                                  | посёлок         | ↘1        | Перелёшинское городское поселение  |
| 8  | Алое Поле                                   | посёлок         | ↘574      | Росташевское сельское поселение    |
| 9  | Барсучье                                    | посёлок         | ↘1        | Краснолиманское сельское поселение |
| 10 | Березняги                                   | посёлок         | ↘11       | Росташевское сельское поселение    |
| 11 | Богородицкое                                | посёлок         | ↘35       | Дмитриевское сельское поселение    |
| 12 | Большие Ясырки                              | посёлок         | ↘223      | Перелёшинское городское поселение  |
| 13 | Большой Мартын                              | село            | ↘854      | Криушанское сельское поселение     |
| 14 | Борщёво                                     | село            | ↘357      | Прогрессовское сельское поселение  |
| 15 | Верхняя Катуховка                           | село            | ↘447      | Ивановское сельское поселение      |
| 16 | Георгиевка                                  | село            | ↘117      | Росташевское сельское поселение    |
| 17 | Дмитриевка                                  | село            | ↘356      | Дмитриевское сельское поселение    |
| 18 | Ивановка                                    | село            | ↘107      | Прогрессовское сельское поселение  |
| 19 | Ивановка 1-я                                | село            | ↘301      | Ивановское сельское поселение      |
| 20 | Икорецкое                                   | посёлок         | ↘1        | Криушанское сельское поселение     |
| 21 | Казиновка                                   | посёлок         | ↘83       | Росташевское сельское поселение    |
| 22 | Калининский                                 | посёлок         | ↘120      | Михайловское сельское поселение    |
| 23 | Калмычёк                                    | село            | ↘174      | Панинское городское поселение      |
| 24 | Капканчиковы Дворики                        | посёлок         | ↘14       | Краснолиманское сельское поселение |
| 25 | Катуховские Выселки 2-е                     | посёлок         | ↘45       | Росташевское сельское поселение    |
| 26 | Кировское                                   | посёлок         | ↘246      | Октябрьское сельское поселение     |
| 27 | Козьминский                                 | посёлок         | ↘1        | Криушанское сельское поселение     |
| 28 | Красное                                     | село            | ↘248      | Красненское сельское поселение     |
| 29 | Красные Холмы                               | село            | ↘231      | Ивановское сельское поселение      |
| 30 | Красный Лиман                               | село            | ↘749      | Краснолиманское сельское поселение |
| 31 | Красный Лиман 2-й                           | село            | ↗796      | Краснолиманское сельское поселение |
| 32 | Криуша                                      | село            | ↗725      | Криушанское сельское поселение     |
| 33 | Криушанские Выселки 1-е                     | посёлок         | ↘22       | Криушанское сельское поселение     |
| 34 | Майский                                     | посёлок         | ↘88       | Ивановское сельское поселение      |
| 35 | Малые Ясырки                                | посёлок         | ↘12       | Росташевское сельское поселение    |
| 36 | Малый Мартын                                | посёлок         | ↘34       | Криушанское сельское поселение     |
| 37 | Марьевка                                    | село            | ↘122      | Прогрессовское сельское поселение  |
| 38 | Мировка                                     | село            | ↘67       | Росташевское сельское поселение    |
| 39 | Михайловка 1-я                              | село            | ↘607      | Прогрессовское сельское поселение  |
| 40 | Михайловка 2-я                              | село            | ↘162      | Дмитриевское сельское поселение    |
| 41 | Михайловский                                | посёлок         | ↘675      | Михайловское сельское поселение    |
| 42 | Мичуринский                                 | посёлок         | ↘258      | Михайловское сельское поселение    |
| 43 | Нащёкинские Выселки                         | посёлок         | ↘48       | Криушанское сельское поселение     |
| 44 | Никольское                                  | село            | ↗125      | Прогрессовское сельское поселение  |
| 45 | Никольское 1-е                              | посёлок         | ↗52       | Дмитриевское сельское поселение    |
| 46 | Никольское 2-е                              | посёлок         | ↘0        | Дмитриевское сельское поселение    |
| 47 | Новоалександровка                           | село            | ↘230      | Красненское сельское поселение     |
| 48 | Новоданковский                              | посёлок         | ↘13       | Краснолиманское сельское поселение |
| 49 | Новоепифановка                              | посёлок         | ↘1        | Краснолиманское сельское поселение |
| 50 | Новопокровка                                | посёлок         | ↘8        | Чернавское сельское поселение      |
| 51 | Новохреновое                                | село            | ↘489      | Октябрьское сельское поселение     |
| 52 | Октябрьский                                 | посёлок         | ↘806      | Октябрьское сельское поселение     |
| 53 | Отрада                                      | посёлок         | ↘116      | Панинское городское поселение      |
| 54 | Павловка                                    | посёлок         | ↘20       | Краснолиманское сельское поселение |
| 55 | Пады                                        | село            | ↘224      | Прогрессовское сельское поселение  |
| 56 | Панино                                      | рабочий посёлок | ↗5995     | Панинское городское поселение      |
| 57 | Партизан                                    | посёлок         | ↘50       | Октябрьское сельское поселение     |
| 58 | Первомайский                                | посёлок         | ↘259      | Красненское сельское поселение     |
| 59 | Первомайского отделения конезавода № 11     | посёлок         | ↗303      | Дмитриевское сельское поселение    |
| 60 | Перелёшино                                  | посёлок         | ↗3964     | Красненское сельское поселение     |
| 61 | Перелёшинский                               | рабочий посёлок | ↗2577     | Перелёшинское городское поселение  |
| 62 | Петровское                                  | село            | ↘361      | Перелёшинское городское поселение  |
| 63 | Пылёвка                                     | посёлок         | ↘1        | Краснолиманское сельское поселение |
| 64 | Росташевка                                  | посёлок         | ↘53       | Росташевское сельское поселение    |
| 65 | Сергеевка                                   | село            | ↘217      | Октябрьское сельское поселение     |
| 66 | совхоза «Первомайский»                      | посёлок         | ↘1        | Перелёшинское городское поселение  |
| 67 | Софьинка                                    | село            | ↘131      | Росташевское сельское поселение    |
| 68 | Тарасовка                                   | посёлок         | ↘109      | Краснолиманское сельское поселение |
| 69 | Тимирязевский                               | посёлок         | ↘207      | Михайловское сельское поселение    |
| 70 | Тойда                                       | посёлок         | ↘277      | Октябрьское сельское поселение     |
| 71 | Тойда 1-я                                   | посёлок         | ↘596      | Октябрьское сельское поселение     |
| 72 | Тойда 2-я                                   | посёлок         | ↘82       | Октябрьское сельское поселение     |
| 73 | Тойденский                                  | посёлок         | ↘166      | Октябрьское сельское поселение     |
| 74 | Усманские Выселки                           | село            | ↘91       | Краснолиманское сельское поселение |
| 75 | Фёдоровка                                   | посёлок         | ↘8        | Красненское сельское поселение     |
| 76 | Хавёнка                                     | посёлок         | ↘11       | Панинское городское поселение      |
| 77 | Хитровка                                    | село            | ↘60       | Красненское сельское поселение     |
| 78 | Чернавка                                    | село            | ↘563      | Чернавское сельское поселение      |
| 79 | Шанинский                                   | посёлок         | ↘16       | Октябрьское сельское поселение     |
| 80 | Шарко-Бакумовка                             | посёлок         | ↘5        | Дмитриевское сельское поселение    |
| 81 | Щербачёвка                                  | посёлок         | ↘181      | Чернавское сельское поселение      |

Упраздненные населенные пункты
15 декабря 2005 года были упразднены поселок Усмань и поселок Соловьевка.
23 декабря 2005 года были упразднены поселок Курсановка, поселок Красная Новь, поселок Марьевка и поселок Семёновка.

## Экономика
Район имеет чётко выраженную сельскохозяйственную направленность. Производством сельскохозяйственной продукции занимаются 159 предприятий, из них: 12 крупных (в т. ч. одно рыбоводческое) и 147 КФХ. В районе выращивают зерновые культуры, сахарную свёклу, подсолнечник.
Промышленность в районе представлена перерабатывающими предприятиями.

## Обычаи и традиции
В святочный период в с. Пады совершались обряды «обход коляды» и «вождение лошади», не зафиксированные в других селах Воронежской области.
Ежегодный Фестиваль русского кваса.
Районного фестиваля - «Панинский рождественский гусь». На центральной площади райцентра свои палатки разворачивают все сельские и городские поселения. Цель фестиваля - возрождение православных традиций, развитие интереса к истории родного края.

## Известные люди
С районом связаны судьбы известных людей:
- Бевз, Николай Сидорович (1924—1995) — Герой Советского Союза.
- Бевз, Сергей Семёнович (1921—1982) — вице-адмирал (1972), военно-морской деятель.
- Белозерский, Иван Игнатьевич (1923—1979) — полный кавалер ордена Славы.
- Глазьев, Михаил Фёдорович (1923—1979) — Герой Социалистического Труда.
- Зибров, Геннадий Васильевич (р. 1961) — генерал-полковник (2016).
- Касимов, Николай Ефимович (1915—1945) — Герой Советского Союза.
- Кириченко, Пётр Антонович (1917—2007) — Герой Советского Союза.
- Кирсанов, Иван Николаевич (1959—2007) — гвардии полковник, Заслуженный военный лётчик Российской Федерации.
- Ковтун, Карп Иванович (1908—1936) — Герой Советского Союза.
- Колесников, Владислав Григорьевич (1925—2015) — министр электронной промышленности СССР (1985—1991), Герой Социалистического Труда, член-корреспондент РАН.
- Коровкин, Иван Дмитриевич (р. 1948) — генерал-лейтенант (1994).
- Лузганов, Василий Митрофанович (1940—2001) — почетный и заслуженный строитель России, депутат Верховного Совета Республики Татарстан.
- Панина, Софья Владимировна (1871—1956) — графиня, известная революционерка, член партии эсеров.
- Перелешин, Дмитрий Александрович (1862—1935) — народоволец, депутат Государственной Думы Российской империи.
- Пословский, Василий Митрофанович (род.1961) — государственный советник юстиции 2-го класса (2015), прокурор Республики Адыгея с 2011 года, Прокурор Чувашской Республики с 2017 года.
- Потапов, Анатолий Иванович (1935—2013) — министр здравоохранения РСФСР в 1986—1990 годах, действительный член Российской академии медицинских наук (1995).
- Романов Егор Федорович (1926—2011) — поэт.
- Солнцев, Константин Александрович (р. 1950) — действительный член РАН (2006).
- Фурменко, Иван Павлович (1912—1983) — Заслуженный врач РСФСР (1963), Заслуженный деятель науки РСФСР (1979), ректор Воронежского медицинского института (1964—1983).
- Чурилов, Юрий Иванович (р. 1949) — полковник, Герой Советского Союза.
- Шабунин, Александр Иванович (р. 1934) — генерал-лейтенант авиации (1987), главный штурман Военно-Воздушных Сил СССР (России) (1979—1993), Заслуженный военный штурман СССР (1979).
- Щеголев, Павел Елисеевич (1877—1931) — известный историк, литературовед, источниковед.